# Provincia de Relizan
Relizan (en árabe: ولاية غليزان ) es un vilayato de Argelia. La ciudad de Relizane es su capital. Otras localidades de esta provincia son: Bendaoud, Bouzegza, Hamri, Kalaa, Mazouna y Zemmoura.

## Localidades con población en abril de 2008
- Aïn Rahma 12,095
- Aïn Tarek 12,253
- Ammi Moussa 28,962
- Belassel Bouzegza 12,905
- Bendaoud 17,953
- Beni Dergoun 12,364
- Beni Zentis 11,222
- Dar Ben Abdellah 3,499
- Djidioua 33,835
- El Guettar 15,422
- El Hamadna 20,805
- El Hassi 2,912
- El Matmar 17,442
- El Ouldja 1,938
- Had Echkalla 6,712
- Hamri 10,173
- Kalaa 11,659
- Lahlef 10,264
- Mazouna 26,044
- Mediouna 30,744
- Mendes 15,127
- Merdja Sidi Abed 7,502
- Ouarizane 20,069
- Oued El Djemaa 23,480
- Oued Essalem 9,319
- Oued Rhiou 64,685
- Ouled Aiche 8,916
- Ouled Sidi Mihoub 7,588
- Ramka 5,138
- Relizane 130,094
- Sidi Khettab 14,074
- Sidi Lazreg 5,682
- Sidi M'Hamed Ben Ali 20,096
- Sidi M'Hamed Benaouda 6,500
- Sidi Saada 17,558
- Souk El Had 3,023
- Yellel 38,101
- Zemmora 30,027

## Territorio y población
Posee una extensión de territorio que ocupa una superficie de 4.870 km². La población de esta provincia es de 733.060 personas (cifras del censo del año 2008). La densidad poblacional es de 150,5 habitantes por cada kilómetro cuadrado de esta provincia.